# Gösta Unefäldt
Gösta Albert Unefäldt, född 10 april 1926 i Unnaryd, är en svensk författare. Gösta Unefäldt är bror till författaren och översättaren Valter Unefäldt, tillsammans med vilken han skrev Polisen som vägrade svara som utkom 1979.
Unefäldt sökte sig efter några arbeten till flyget med avslutande utbildning vid flygflottiljen i Ljungbyhed. Han utbildade sig därefter till lärare och tjänstgjorde som det under ett antal år, bland annat i Halmstad och Storfors. Från 1959 var han rektor i Strömstad där han 10 år senare blev skolchef.
Unefäldts första kriminalnovell publicerades 1956. Hans intresse för fiske resulterade i att han skrev ett antal fiskenoveller och debutboken Den röda flugan gavs ut 1965. Störst uppmärksamhet har han dock fått för sina kriminalromaner om Polisen i Strömstad som även har filmatiserats för TV.
För sin roman Polisen som vägrade svara (1979) fick han (och brodern och medförfattaren Valter) Expressens Sherlock-pris och för romanen Polisen och mordet i stadshuset tilldelades han av Svenska Deckarakademin 1992 priset Bästa svenska kriminalroman.

## Priser och utmärkelser
- Sherlock-priset, för Polisen som vägrade svara (roman), med  Valter Unefäldt,  1979
- Bästa svenska kriminalroman, för Polisen och mordet i stadshuset,  1992
- Svenska Deckarakademins Grand Master-diplom,  2005

[Redigera Wikidata]